# Le Dahlia bleu
Pour les articles homonymes, voir Dahlia (homonymie) et Le Dahlia bleu (ballet).
Pour plus de détails, voir Fiche technique et Distribution.

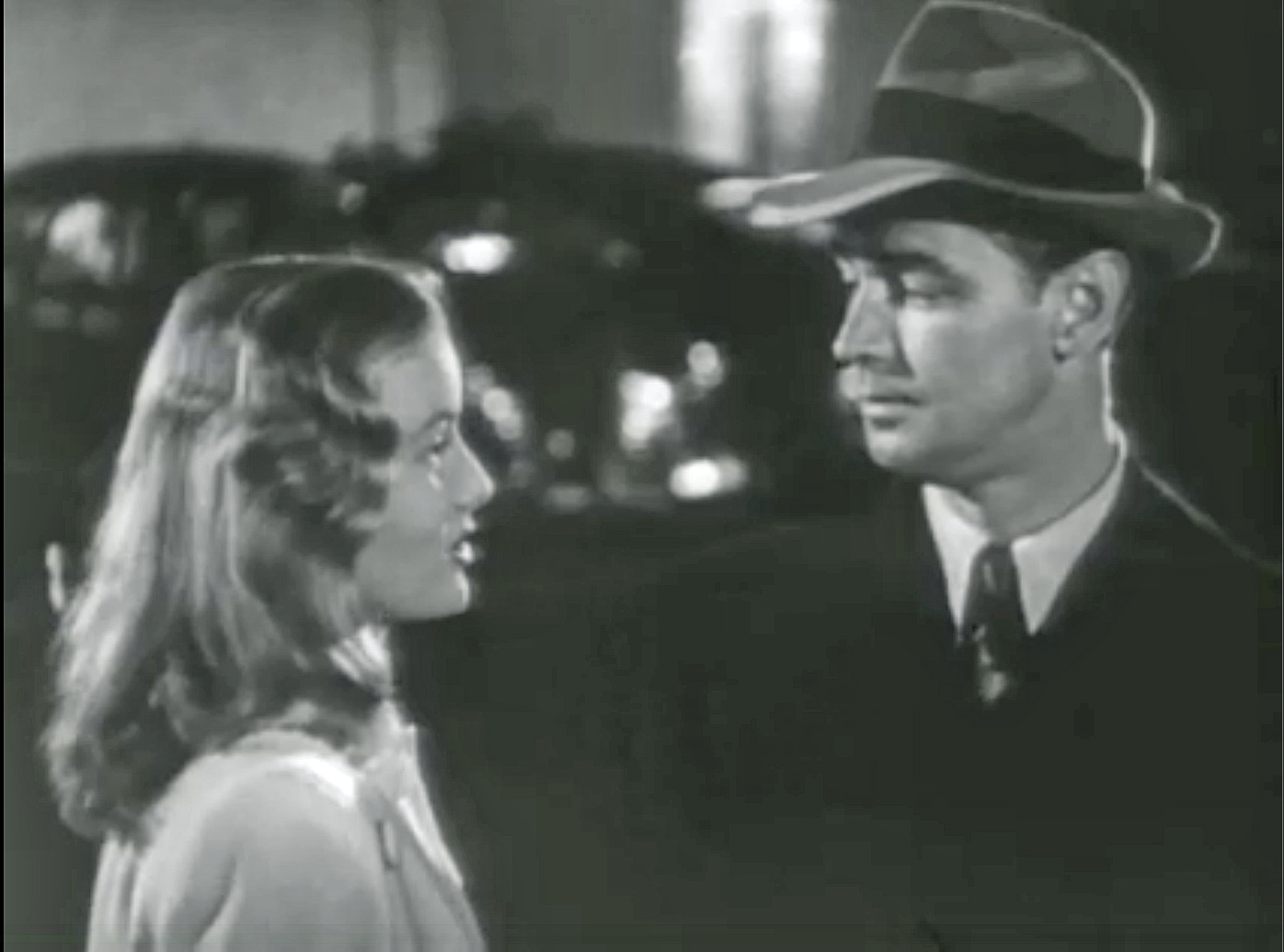
Veronica Lake et Alan Ladd

Le Dahlia bleu (The Blue Dahlia) est un film policier américain réalisé par George Marshall et sorti en 1946.

## Synopsis
Fraîchement démobilisé, Johnny Morrison retrouve sa femme dans les bras d'Eddie Harwood, patron du club Le Dahlia Bleu. Après une vigoureuse explication, Johnny s'enfuit du domicile conjugal. Le lendemain, il apprend que sa femme a été assassinée et qu'il est le principal suspect. Pour être innocenté, il ne pourra compter que sur l'aide de deux camarades d'armée ainsi que d'une mystérieuse et attirante jeune femme rencontrée sur la route, Joyce, elle aussi impliquée dans l'affaire.

## Fiche technique
- Titre : Le Dahlia bleu
- Titre original : The Blue Dahlia
- Réalisateur : George Marshall
- Assistant réalisateur : Charles C. Coleman
- Production : John Houseman et George Marshall (producteur associé)
- Société de production et de distribution : Paramount Pictures
- Scénariste : Raymond Chandler
- Directeur musical : Victor Young
- Musique originale : Robert Emmett Dolan, Harry Simeone (en), Bernie Wayne (en) et Victor Young (non crédités)
- Directeur de la Photographie : Lionel Lindon
- Montage : Arthur P. Schmidt
- Direction artistique : Hans Dreier et Walter H. Tyler
- Décors : Sam Comer et James M. Walters Sr.
- Costumes : Edith Head
- Pays de production : États-Unis
- Langue : Anglais
- Genre : Film noir
- Format : Noir et blanc - Son : Mono (Western Electric Recording)
- Durée : 95 minutes
- Dates de sortie: 
  - États-Unis : 19 avril 1946
  - France : 19 mai 1948
- Affiches : Boris Grinsson, Roger Soubie (France)

## Distribution
- Alan Ladd : Johnny Morrison
- Veronica Lake : Joyce Harwood
- William Bendix : Buzz Wanchek
- Howard Da Silva : Eddie Harwood
- Doris Dowling : Helen Morrison
- Tom Powers : le capitaine Hendrickson
- Hugh Beaumont : George Copeland
- Howard Freeman : Corelli
- Don Costello : Leo
- Will Wright : 'Dad' Newell, le détective de l'hôtel

Acteurs non crédités
- Mae Busch : Jenny (femme de ménage)
- Frank Faylen : Homme dans le Motel
- Arthur Loft : Wolf (au bar)
- Walter Sande : Gangster

## Autour du film
- Le scénario original faisait de Buzz l'assassin sous l'emprise d'un coup de folie. Sous la pression de la Marine, qui refusait de voir un réserviste impliqué dans un meurtre, Chandler dut réécrire son scénario.
- C'est en référence au film que l'assassinat d'Elizabeth Ann Short, en janvier 1947, a été dénommée « affaire du Dahlia noir ». Cette affaire non résolue a inspiré à James Ellroy, en 1987, un roman policier intitulé Le Dahlia noir.

## DVD
- France : Le film a fait l'objet de trois éditions sur le support DVD.

- Le Dahlia Bleu (DVD-9 Keep Case) sorti le 10 juillet 2007 chez BAC Films. Le ratio image est en 1.33:1 plein écran 4:3 uniquement en version originale sous-titrée. La copie a été remastérisée. En supplément une galerie de photos. Il s'agit d'une édition Zone 2 Pal .
Le film est ressorti le 29 novembre 2007 et le 3 janvier 2012 toujours chez le même éditeur avec les mêmes spécificités techniques et les mêmes suppléments.